# Caille peinte
Synoicus chinensis
Espèce
Statut de conservation UICN

 LC  : Préoccupation mineure
La Caille peinte (Synoicus chinensis), également connue sous les noms de Caille peinte de Chine, Caille de Chine ou Caille naine, est une espèce d'oiseaux de la famille des Phasianidae, de l'ordre des Galliformes.
De toutes les cailles, cette espèce en est la plus petite.

## Morphologie

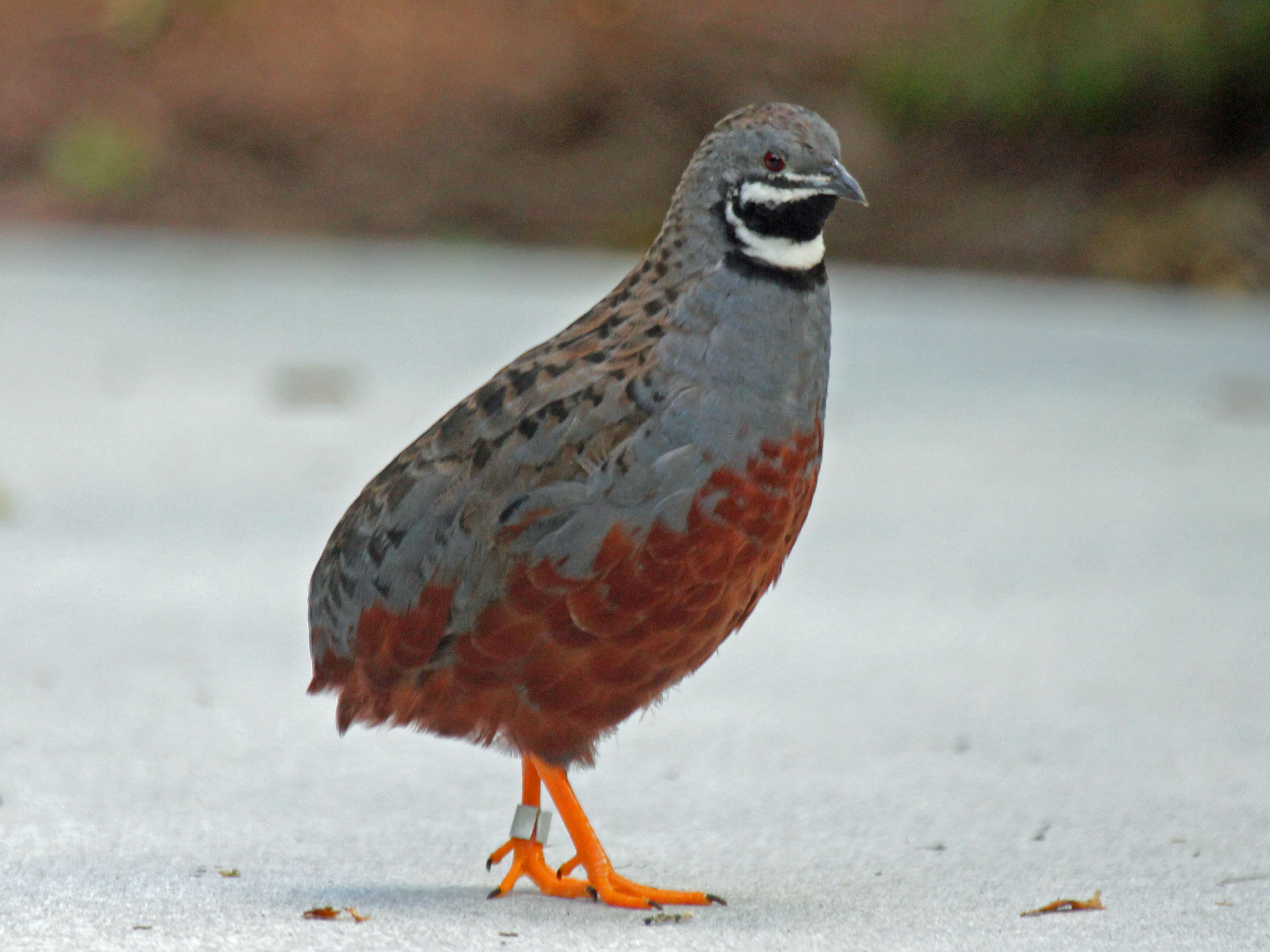
Mâle
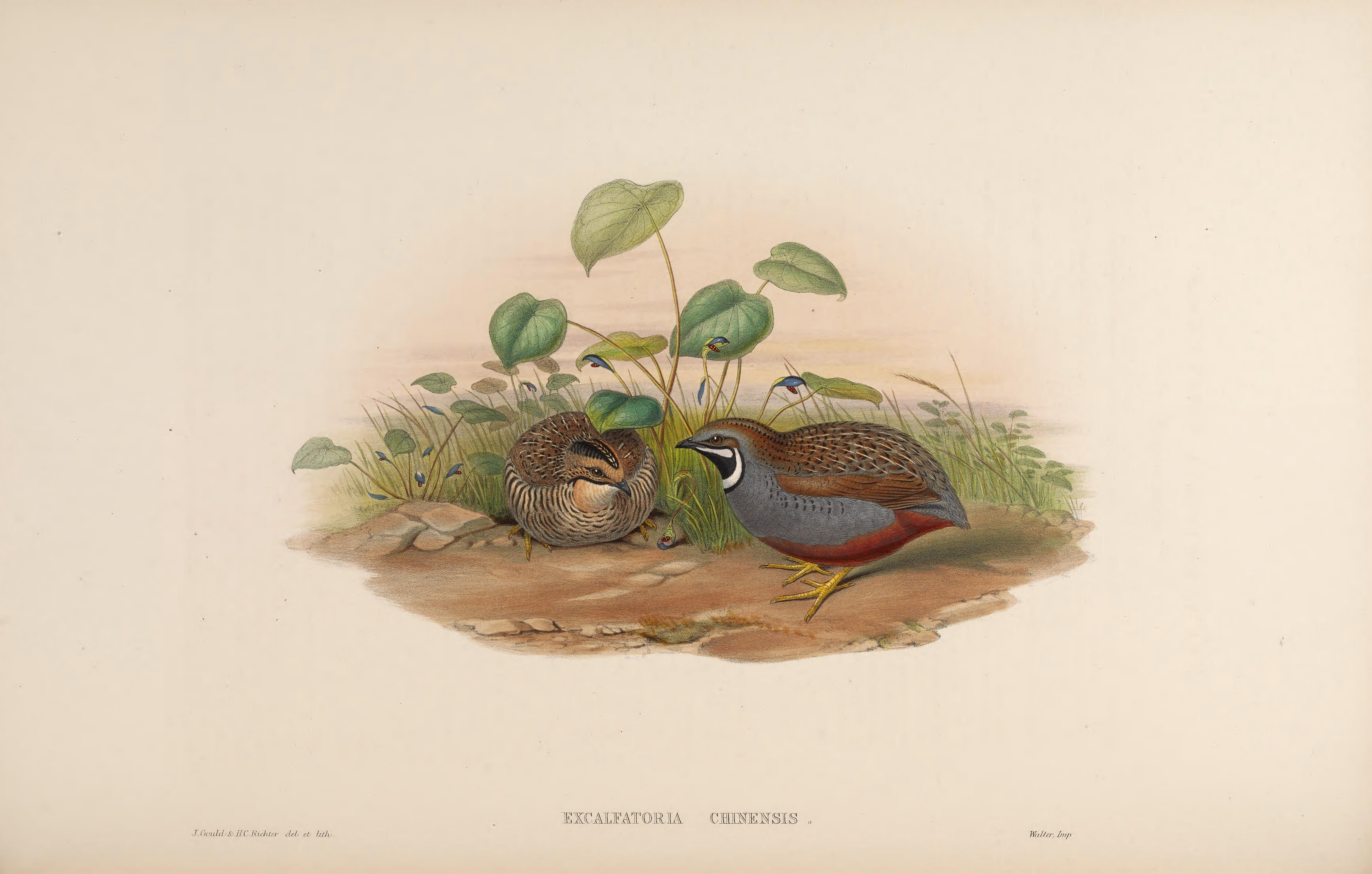
Couple
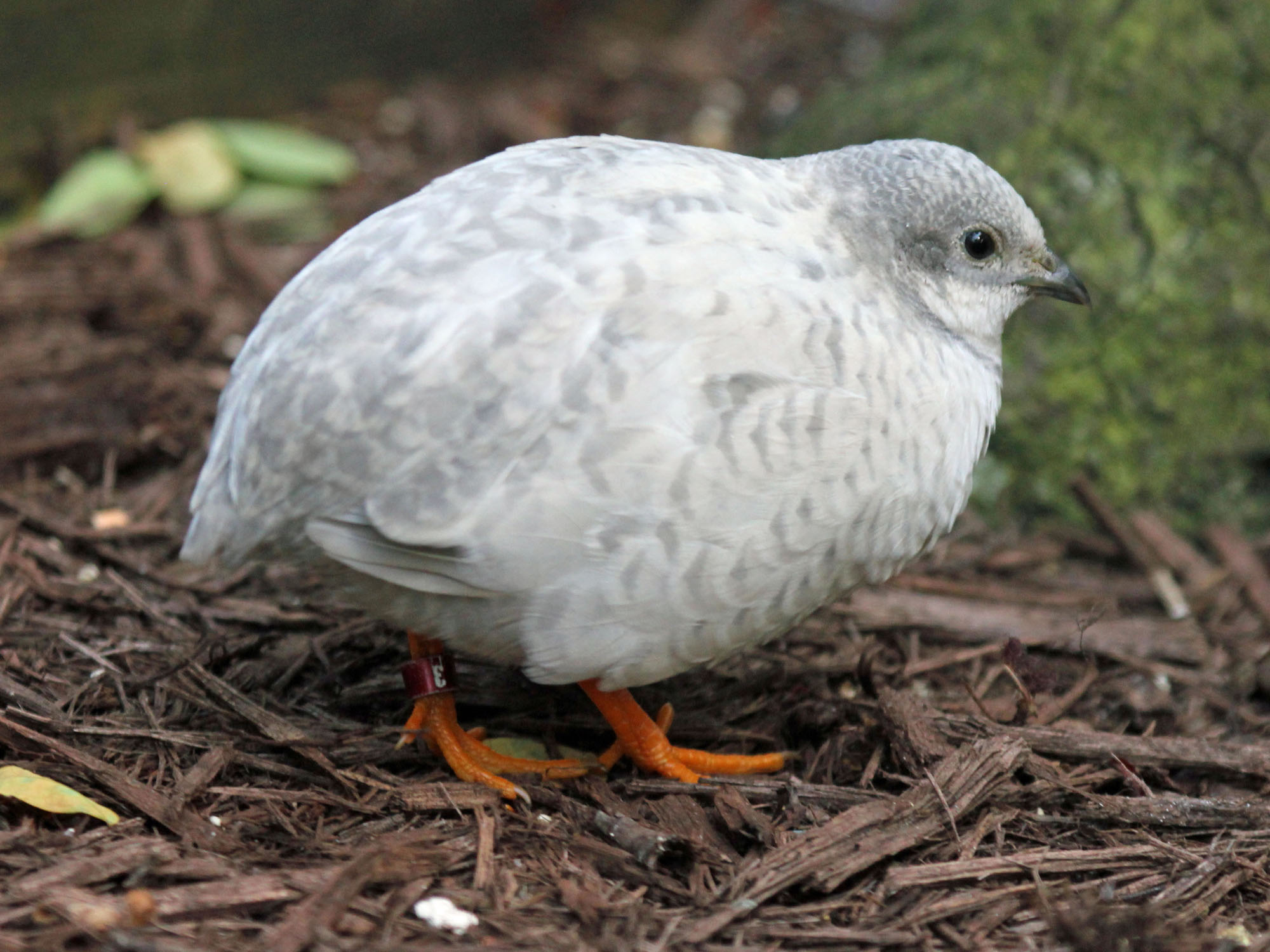
Mutation argentée

La Caille peinte de Chine mesure entre 11 et 15 cm de longueur pour une masse de 40 grammes environ.
A l'état sauvage, les mâles se caractérisent par un plumage des parties supérieures d'un brun terne moucheté de noir, d'une poitrine et de flancs gris-bleu tandis que le ventre et l'arrière des flancs reste brun-roux. Le menton est noir, orné d'un fer à cheval blanc. La femelle, plus terne, est d'un aspect général brun moucheté de petites taches marron et beige.

## Captivité

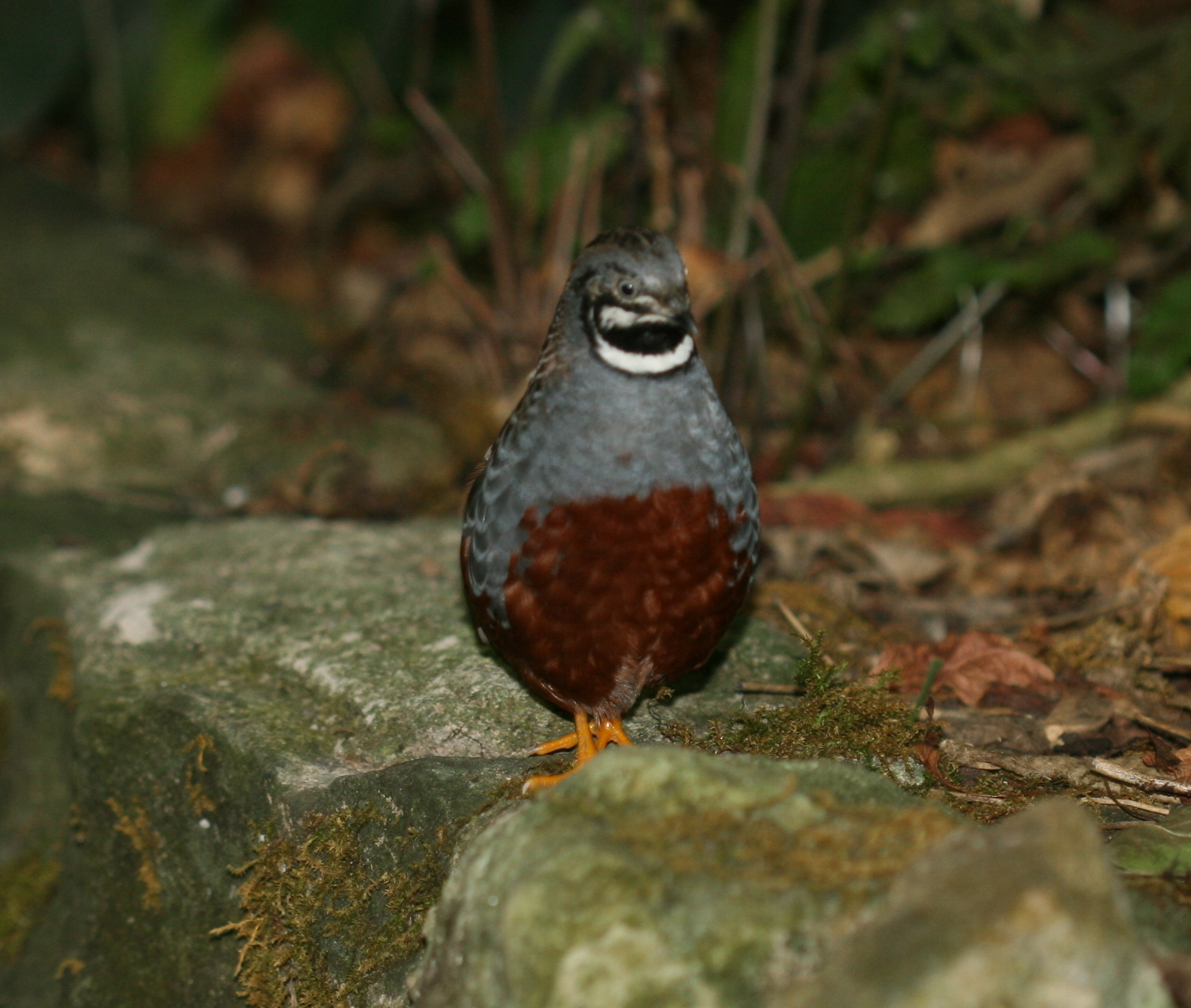
Caille peinte mâle

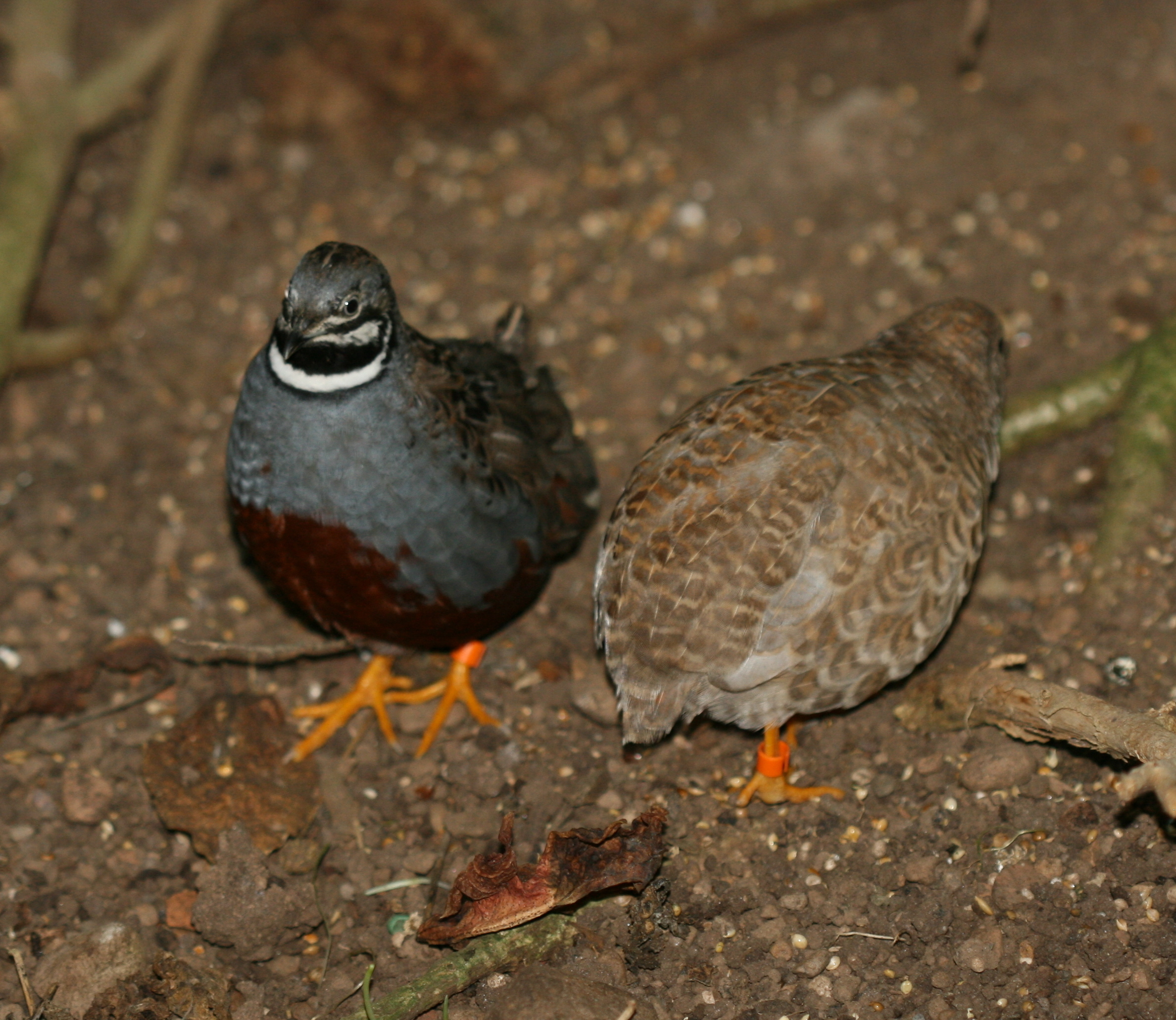
Couple

A l'état domestique, la Caille de Chine est présente sous sa forme sauvage mais aussi dans les mutations blanche, argentée, panachée, brune (Catherine) et noire.

## Comportement

### Locomotion
Elle se déplace sur ses deux pattes. Elle a une capacité de vol très limitée.

### Alimentation
Lorsque le mâle trouve un petit insecte, il le tient en évidence dans son bec, se dresse et lance un appel répété à la femelle qui accourt, le reçoit et le mange. À ce moment, celle-ci produit une fiente pâteuse qui est consommée par le mâle. Tout en contribuant à l'alimentation de la femelle en période de ponte, il semble que ce comportement d'échange resserre les liens du couple. Il est aussi possible que la coprophagie d'une fiente partiellement digérée restitue au mâle une partie des éléments nutritifs indispensables (vitamines en particulier) dont il se prive pour alimenter la femelle.[réf. nécessaire]
En captivité, la Caille peinte de Chine peut être nourrie avec des graines pour oiseaux exotiques. Elle apprécie aussi les vers de farine et le pissenlit.

### Comportement social
La caille peinte se rencontre par couples ou en famille de cinq ou six individus. Comme la plupart des cailles, elle répugne à s’envoler, préférant courir entre les tiges herbacées en profitant de sa petite taille. Si elle est forcée, par un chien par exemple, elle décolle brutalement, vole rapidement en ligne droite sur quelques mètres et se repose immédiatement dans la végétation où elle détale à toute vitesse. La nourriture consiste en petites graines de graminées et en menus insectes (Hennache & Ottaviani 2011).

### Voix
Les deux sexes émettent un doux sifflement assez plaintif, tii-tii-tiou, la dernière syllabe plus basse que les deux autres. Cette caille chante plutôt à la tombée de la nuit mais elle peut chanter toute la journée et même la nuit en début de saison de reproduction (Wells 1999).
D'un naturel discret, le mâle est sujet à des chants plus fréquents et mélodieux que la femelle, notamment durant les parades, les offrandes d'insectes ou pour retrouver un compagnon. On dit qu'il pituite, courcaille.

### Reproduction

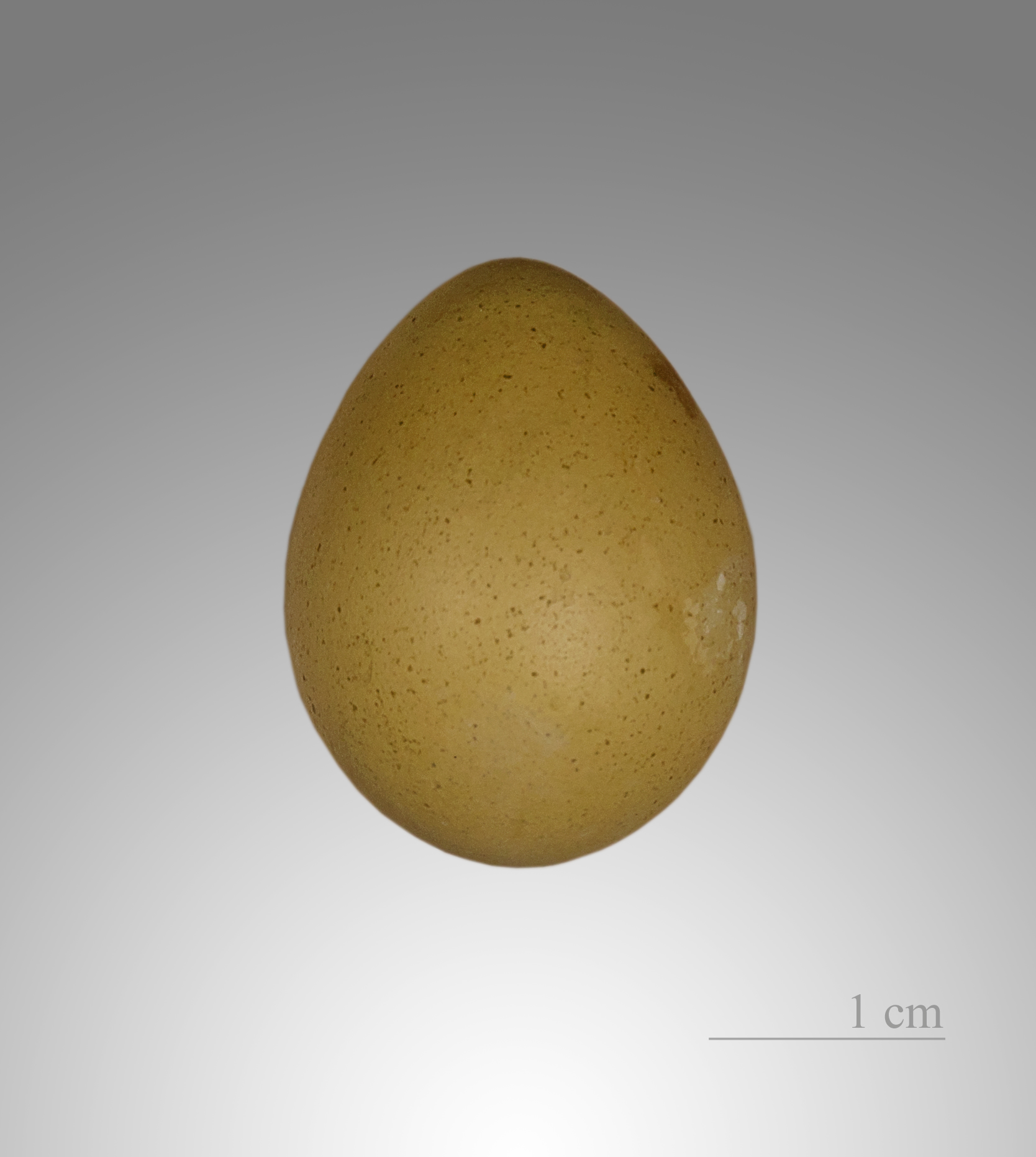
Œuf de Coturnix chinensis - Muséum de Toulouse

La caille peinte est monogame et les liens du couple sont très étroits. Le nid, parfois dômé, est une petite cavité aménagée au sol, délimitée avec des herbes et des racines. Il est construit par la femelle, le mâle se contentant de collecter des matériaux. Les jeunes sont matures vers l’âge de deux mois et sont capables de se reproduire l’année de leur naissance (Wells 1999). La durée d'incubation est de 16 à 18 jours. La femelle pond 4 à 6 œufs par couvée.

## Répartition et habitat

### Répartition
Cette espèce a une très large répartition géographique qui s’étend en Inde, au Népal, au Sri-Lanka, aux îles Nicobar, au Myanmar, en Thaïlande, dans le sud-est de la Chine, à Taiwan, à Hainan, en Indochine, en Malaisie, aux Philippines, dans toute l’Indonésie, en Nouvelle-Guinée et en Australie. Elle a été introduite aux Mariannes (Guam), à La Réunion et à l’île Maurice.

### Habitat
La caille peinte est typiquement une espèce de basse altitude mais elle été signalée à 1300m dans les îles de la Sonde, à 2000m dans le sud de l’Inde et à 2400m d’altitude au Sri Lanka. Elle se rencontre dans les champs de riz, les chaumes, les friches, les prairies humides, les rives broussailleuses des fleuves et rivières, les coteaux couverts de fougères (Hennache & Ottaviani 2011).

## Systématique
L'espèce Excalfactoria chinensis a été décrite  par le naturaliste suédois Carl von Linné en 1766, sous le nom initial de Tetrao chinensis.

### Taxinomie
Selon la classification de référence du Congrès ornithologique international (version 3.3, 2013), cet oiseau réparti en 6 sous-espèces :
- S. c. chinensis (Linnaeus, 1766) ;
- S. c. trinkutensis Richmond, 1902 ;
- S. c. lineata (Scopoli, 1786) ;
- S. c. lepida Hartlaub, 1879 ;
- S. c. vistoriae Mathews, 1912 ;
- S. c. colletti Mathews, 1912.

### Statut et conservation
Bien que largement répartie, la caille peinte est considérée comme peu commune. Elle est très rare en Thaïlande, où pourtant David-Beaulieu la disait commune au Tranninh. Elle est devenue assez rare au Sri lanka, où elle ne se rencontre plus que dans les prairies à l’est de l’île, et en Inde. Sarker n’a plus confirmé sa présence au Bangladesh en 2001. Elle demeure très localisée en Australie. En de nombreuses régions, la diminution de la surface d’habitat favorable, en raison du drainage des prairies humides et des changements de méthodes culturales, est une menace pour la survie de cette espèce (Hennache & Ottaviani 2011)